# Ronald Emblen
Ronald Emblen (Porto Said, 14 ottobre 1933 – Banbury, 11 novembre 2003) è stato un ballerino e maestro di balletto britannico, primo ballerino del Royal Ballet dal 1964 al 1979.

## Biografia
Ronald Emblen nacque in Egitto, quarto e ultimo figlio di un ufficiliale britannico e una donna siriana. La famiglia ritornò nel Regno Unito nel 1938 e si trasferì nel Middlesex. Studiò danza a Parigi e Londra prima di essere accettato alla Royal Ballet School. Dopo gli studi esordì sulle scene con l'International Ballet di Mona Inglesby prima di unirsi al London Festival Ballet e poi al Western Theatre Ballet.
Nel 1962 fu scritturato dal Royal Ballet, di cui divenne primo ballerino nel 1964. Danzò sia con la compagnia itinerante che, dopo il 1970, con quella stabile con sede al Covent Garden, facendosi apprezzare come uno dei più acclamati ballerini di carattere della sua generazione. Danzò un vasto repertorio che includeva balletti di Léonide Massine, Harald Lander, Kenneth MacMillan, John Cranko, Rudol'f Nureev, Peter Wright e George Balanchine, ma il suo nome è legato soprattutto alla sua acclamata interpretazione nella parte della Vedova Simone ne La fille mal gardée di Frederick Ashton, che danzò alla Royal Opera House per quasi vent'anni e in 269 rappresentazioni. Pur continuando a calcare le scene fino al 1979, dal 1976 iniziò a insegnare alla Royal Ballet School.
Morì nell'Oxfordshire a causa di un infarto all'età di settant'anni, nella casa che condivideva con il compagno Philip Williams.